# 藻苔
藻苔（学名：Takakia lepidozioides）为藻苔科藻苔属下的一个种，分布于日本和中国西藏等地，在中国属于国家二级保护野生植物。

## 特征
藻苔的孢蒴直立，呈椭圆形，基部和顶部逐渐变尖，多为单生。有蒴帽和蒴轴，蒴轴圆柱形。
它的特點是葉片微小雙裂，每片只有幾個細胞寬，有明顯的根莖芽，以及無葉的長匍匐莖芽，有助於在光禿禿的地方生長。一個非常不尋常的特點是該物種中沒有雄性植株，而雄性植株被認為是在冰河時期滅絕的。藻苔被發現是一種高度適應性的苔蘚。在過去的六千五百萬年裡，氣候發生了極端變化，然而在這個物種中卻觀察到了幾種分子適應性。